# فابيان إستويانوف
فابيان إستويانوف (بالإسبانية: Fabián Larry Estoyanoff Poggio) لاعب كرة قدم أوروغواياني من مواليد 27 سبتمبر 1982 يلعب حالياً في نادي بينارول الارجوياني ويحمل القميص رقم 21.يلعب في مركز الجناح الأيمن والأيسر ومهاجم ثاني.كانت بداياته مع نادي أتلتيكو فينيكس الأوروغواياني وانتقل في موسم 2005 إلى نادي فالنسيا الإسباني الذي أعاره إلى عدة أندية وهي نادي قادش الإسباني ونادي ديبورتيفو لاكورونيا الإسباني ونادي بلد الوليد الإسباني ونادي بينارول الأوروغواياني وانتقل في موسم 2008 إلى نادي بانيونيوس اليوناني وعاد بعدها في موسم 2011 إلى نادي بينارول الأوروغواياني وفي بداية عام 2015 وقع مع نادي النصر السعودي لمدة 6 شهور . مثل منتخب أورغواي من 2001 إلى 2007 في بطولات كوبا أميركا 2001 و2004 و2007

## بطولات
- الدوري الأوروغواياني في 2003 مع بينارول.

بطولة الدوري السعودي 2015 مع النصر

## روابط خارجية
- فابيان إستويانوف على موقع IMDb (الإنجليزية)
- فابيان إستويانوف على موقع الاتحاد الدولي (مؤرشف)  (الإنجليزية)
- فابيان إستويانوف على موقع قاعدة بيانات كرة القدم.إي يو (الإنجليزية)
- فابيان إستويانوف على موقع ناشيونال فوتبول تيمز (الإنجليزية)
- فابيان إستويانوف على موقع Soccerway.com (الإنجليزية)
- فابيان إستويانوف على موقع عالم كرة القدم.نت (الإنجليزية)